# Шавишвили, Раика Мухамедовна
Раика Мухамедовна Шавишвили (груз. რაიკა მუჰამედოვნა შავიშვილი; 28 ноября 1928 года, село Квирике, АССР Аджаристан, ССР Грузия — 2010 год, село Квирике, Кобулетский муниципалитет, Грузия) — колхозница колхоза имени газеты «Комунисти» Кобулетского района Аджарской АССР, Грузинская ССР. Герой Социалистического Труда (1949).

## Биография
Родилась в 1928 году в крестьянской семье в селе Квирике Кобулетского района (сегодня — Кобулетский муниципалитет). Окончила местную сельскую школу. С 1943 года трудилась сборщицей на чайной плантации колхоза имени газеты «Комунисти» Кобулетского района.
В 1948 году звено под её руководством собрало 6239 килограмм сортового зелёного чайного листа с площади 0,5 гектара. Указом Президиума Верховного Совета СССР от 29 августа 1949 года удостоена звания Героя Социалистического Труда за «получение высоких урожаев сортового зелёного чайного листа и цитрусовых плодов в 1949 году» с вручением ордена Ленина и золотой медали «Серп и Молот» (№ 4533).
Этим же Указом званием Героя Социалистического Труда были награждены труженицы колхоза имени газеты «Комунисти» звеньевая Айша Хасановна Грдзелидзе, колхозницы Сабрия Алиевна Верулидзе, Хемида Хушутовна Верулидзе и Мерико Мамудовна Джинджарадзе.
Проживала в родной деревне Квирике Кобулетского муниципалитета. Умерла в 2010 году.